# Whittle, Newton-on-the-Moor and Swarland
Whittle var en civil parish 1866–1955 när det uppgick i Newton on the Moor, (nu Newton-on-the-Moor and Swarland) i grevskapet Northumberland i England. Civil parish var belägen 20 km från Morpeth och hade 11 invånare år 1951.